# 200 Riverside Boulevard At Trump Place
200 Riverside Boulevard At Trump Place is een wolkenkrabber in New York. De woontoren, die staat aan 200 Riverside Boulevard in Manhattan in de wijk Riverside South, werd in 1999 opgeleverd.

## Ontwerp
200 Riverside Boulevard At Trump Place is 149,81 meter hoog, telt 46 verdiepingen en heeft een oppervlakte van ongeveer 60.000 vierkante meter. Het bevat 377 appartementenen is ontworpen door Philip Johnson en Costas Kondylis Architects PC. De toren staat op de noordwestelijke hoek van een grotere basis en bevat onder andere een fitnesscentrum, een zwembad en een dakterras.